# Liste der Kulturdenkmale in Straußfurt
In der Liste der Kulturdenkmale in Straußfurt sind alle Kulturdenkmale der thüringischen Gemeinde Straußfurt (Landkreis Sömmerda) und ihrer Ortsteile aufgelistet (Stand: 2006).

## Straußfurt
Einzeldenkmale
| Bild                                    | Bezeichnung                                                       | Lage                          | Datierung | Beschreibung | ID |
| --------------------------------------- | ----------------------------------------------------------------- | ----------------------------- | --------- | ------------ | -- |
| weitere Bilder Fotos hochladen          | Kirche mit Ausstattung sowie Friedhof mit Grabsteinen und Denkmal | Ernst-Thälmann-Straße (Karte) |           |              |    |
| Direkt Bild zu diesem Denkmal hochladen | Portal und Tor                                                    | Ernst-Thälmann-Straße 28      |           |              |    |
| weitere Bilder Fotos hochladen          | Pfarrhaus                                                         | Ernst-Thälmann-Straße 26      |           |              |    |
| Direkt Bild zu diesem Denkmal hochladen | Hofanlage                                                         | Straße des Friedens 18        |           |              |    |
| Direkt Bild zu diesem Denkmal hochladen | Wohnhaus                                                          | Straße des Friedens 39d       |           |              |    |
| weitere Bilder Fotos hochladen          | Grundschule                                                       | Straße der Jugend 18          |           |              |    |

## Henschleben
Einzeldenkmale
| Bild                                    | Bezeichnung                                        | Lage                          | Datierung | Beschreibung | ID |
| --------------------------------------- | -------------------------------------------------- | ----------------------------- | --------- | ------------ | -- |
| weitere Bilder Fotos hochladen          | Kirche mit Ausstattung                             | (Karte)                       |           |              |    |
| Fotos hochladen                         | Kriegerdenkmal 1914/1945                           | Koordinaten fehlen! Hilf mit. |           |              |    |
| Direkt Bild zu diesem Denkmal hochladen | Hofanlage                                          | Hauptstraße 34                |           |              |    |
| Direkt Bild zu diesem Denkmal hochladen | Hofanlage                                          | Hauptstraße 36                |           |              |    |
| Direkt Bild zu diesem Denkmal hochladen | Grabstein des Dorfschulzen Johann Philipp Gruening | Friedhof                      |           |              |    |

## Vehra
Einzeldenkmale
| Bild                                    | Bezeichnung         | Lage                   | Datierung | Beschreibung | ID |
| --------------------------------------- | ------------------- | ---------------------- | --------- | ------------ | -- |
| Direkt Bild zu diesem Denkmal hochladen | ehemaliges Gutshaus | Straße des Friedens 30 |           |              |    |

## Quelle
- Landkreis Sömmerda. (Memento vom 1. Februar 2017 im Internet Archive; PDF; 160 kB) landkreis-soemmerda.de, Auszug aus dem Denkmalbuch des Landes Thüringen